# Sredozemska medvedjica
Sredozemska medvedjica (znanstveno ime Monachus monachus) je vrsta tjulnja iz družine pravih tjulnjev. Z okoli 450 do 510 (vsekakor manj kot 600) osebki velja za drugo najbolj redko vrsto tjulnjev (takoj za podvrsto Phoca hispida saimensis), in eno izmed najbolj ogroženih živalskih vrst sesalcev na svetu.
Razširjena je v Sredozemskem morju ter v vzhodnem Atlantiku, v vodah okoli rakovega povratnika. V 17. in 19. stoletju se je tjulenj prikazoval tudi na tržaški in koprski obali.
Zoonim 'medvedjica' je prvič omenjen leta 1907 v učbeniku Ivana Macherja. Poimenovanje je sicer kalk nemškega 'Bärenrobbe', dob. 'medvedji tjulenj' na podlagi posamostaljenja pridevnika 'medvedji', spol pa je slovenska beseda prevzela po nemški 'Robbe'. Slovenski izraz je tako nastal neodvisno od hrvaškega 'medvjedica', saj je slednji izviral iz čakavskega narečja.